# Club de Baloncesto Piratas de Los Lagos
El Club de Baloncesto Piratas de Los Lagos es un equipo de básquetbol de la ciudad de Ibarra que participa en la Liga BásquetPro del básquetbol ecuatoriano.
El equipo recibía coloquialmente el nombre de "Piratas"; y sus clubes rivales clásicos eran el Club Punto Rojo de Ibarra pero que actualmente juega en la ciudad de Otavalo.
Su sede es el Coliseo Luis Leoro Franco, donde el ambiente es parecido a una catedral del baloncesto ecuatoriano debido a que la Ciudad Blanca es considerada como una de las ciudades más cesteras del país.

## Historia
A inicios del año 2016, se presentó un proyecto al Municipio de Ibarra, mismo que no tuvo eco por el alto presupuesto, se dijo desde la Coordinación de Deportes de la Municipalidad.
Paul Cano insistió ante la Federación Deportiva de Imbabura (FDI), la que, a través de su directorio encabezado por Frethman Gomezjurado, dio visos de aceptación, pero los altos costos dejaron en ‘stand by’ la aspiración del basquetbolista que ha vestido las casaquillas de equipos nacionales y de la selección ‘Tricolor’ en varias oportunidades.
Los directivos de la FDI mantuvieron hace algunos meses atrás reuniones con Patricio Pozo, expresidente del club de la Universidad Tecnológica Equinoccial (UTE), uno de los clubes más representativos del básquet nacional y con amplia trayectoria en las lides internacionales, y ex- comisionado de la Liga Nacional de Baloncesto, pero quedó en un proyecto que parecía imposible.
Luego de varias conversaciones mantenidas en las últimas horas, se hicieron realidad las aspiraciones de Cano y nació oficialmente el equipo Piratas de los Lagos-FDI, que jugará sus cotejos de la Liga Nacional del 2016-2017 en el coliseo Luis Leoro Franco, siendo el escenario alterno el Coliseo de Atuntaqui.
El equipo lo integran jugadores de amplia experiencia nacional e internacional, como Paúl Cano, Engels Tenorio, Aníbal Malatay, Carlos Caicedo, Nixon MinaY y lo completan los locales Israel Almeida, David Chávez, Alan Rey y los norteamericanos Reggie Osocar (2,12) y Joseth Morris (1,95).

## Palmarés
- Liga Ecuatoriana de Baloncesto (1): Subcampeón 2017.